# Китаб ал-Булдан (аль-Якуби)
«Китаб ал-булдан» (араб. كتاب البلدان‎ — «Книга о странах») — историческое произведение арабского историка Абу-ль-Аббаса Ахмеда аль-Якуби, написанное в 891 году.
В четырёх разделах книги «Китаб ал-булдан» характеризуются крупные регионы мира того времени. Особый интерес представляет 1-й раздел, где описываются историко-географические, этнографические, политические структуры стран Центральной Азии, а также Среднего и Ближнего Востока (Иран, Афганистан). Дана полная характеристика торговых путей, а также городов и населённых пунктов вдоль этих путей, включены историко-этнографические материалы о населявших территорию современного Казахстана карлуках, кимаках и огузах. Приводятся данные о городах Испиджаб, Шаш, Фараб, Тараз.